# Pierre Massimi
Pour les personnes ayant le même patronyme, voir Massimi.
Pour le préfet, voir Pierre-Jean Massimi.
Joseph Massimi, dit Pierre Massimi, est un acteur français, né le 28 juillet 1935 à Calenzana (en Corse, aujourd’hui en Haute-Corse) et mort le 10 octobre 2013 à Bastia.

## Biographie
Pierre Massimi naît en Corse le 28 juillet 1935, à Calenzana, sous le nom de Joseph Massimi,. Il est le fils de Dominique Massimi, agriculteur, et de Lilline Colombani, ménagère, tous deux nés aussi à Calenzana.
En 1956 à l'âge de 21 ans, il obtient son premier rôle sous le pseudonyme de Pierre Massimi dans le film de Sacha Guitry Si Paris nous était conté. Il sort diplômé de l’École centrale des arts et manufactures de Paris (Promotion 1956) mais renonce à sa carrière d'ingénieur pour se former au cours Simon. Après quelques rôles secondaires, il se fait connaître dans les feuilletons télévisés Foncouverte et Belle et Sébastien en 1965. Dès lors, il apparaît essentiellement dans des téléfilms ou des séries, notamment dans Les Secrets de la mer Rouge, en 1968, où il tient le rôle principal. Il cesse de tourner au début des années 1990,. Il dirige ensuite une entreprise de transport par hélicoptère pendant quelques années.
Il meurt le 10 octobre 2013 à Bastia,, des suites d’une longue maladie.

### Vie privée
Pierre Massimi a été marié trois fois : de 1964 à 1973 à Anne-Marie Ecrohart ; de 1976 à 2002 à Karin Mikkelsen-Meier ; de 2003 à sa mort à Piérette-Marie Fondacci.

## Filmographie

### Cinéma
- 1956 : Si Paris nous était conté : un photographe
- 1957 : Marchands de filles
- 1957 : Isabelle a peur des hommes : Didier
- 1961 : Le Triomphe de Michel Strogoff : Serge de Bachenberg
- 1961 : Les Amours célèbres (film à sketches : épisode Agnès Bernauer) : Otto
- 1963 : Transit à Saïgon : Jean
- 1963 : La Porteuse de pain : Lucien Labroue
- 1964 : Les Conséquences (Le conseguenze) de Sergio Capogna : Daniele
- 1966 : L'Étrangère : l'homme aux lunettes noires
- 1966 : Pas de panique : Antoine
- 1967 : La Grande Sauterelle
- 1967 : Le vicomte règle ses comptes : Louis
- 1970 : Un condé : Roger Dassa
- 1970 : Ils : Aletti
- 1983 : Flics de choc : Beauclair
- 1983 : Santu Nicoli : Santu Nicoli
- 1989 : France, images d'une révolution : Napoléon
- 1992 : Nous deux : Antoine

### Télévision

#### Séries télévisées
- 1965 : Foncouverte de Robert Guez, série télévisée : Jean-Jacques
- 1965 : Belle et Sébastien : le douanier Berg
- 1967 : Max le débonnaire (épisode 2 : Le Point d'honneur)
- 1968 : Les Secrets de la mer Rouge : Henry de Monfreid
- 1969 : La Légende de Bas-de-Cuir (mini-série) : Chingachgook
- 1971 : Arsène Lupin (série télévisée) (épisode Victor de la Brigade mondaine) : Bressacq
- 1971 : La Dame de Monsoreau (mini-série) : Quelus
- 1972 : Les Évasions célèbres (épisode L'Évasion du comte de Lavalette) de Jean-Pierre Decourt : Bonaparte

#### Téléfilms
- 1962 : Le Navire étoile : Merrill
- 1966 : Marie Tudor : Fabiani
- 1966 : Un beau dimanche : Georges
- 1966 : Orion le tueur : Jean
- 1970 : Ils étaient tous mes fils : Chris Keller
- 1970 : Axël : Axël
- 1970 : Césaire ou la puissance de l'esprit : Benoît
- 1971 : Un beau ténébreux : Gérard, le chroniqueur
- 1973 : Coup de sang : Pascal Tuarelli
- 1973 : La Dame de trèfle : Roland
- 1973 : Une Atroce Petite Musique : Eduardo
- 1973 : Vogue la galère : Le lieutenant
- 1975 : L'attentat de Damiens : Conti
- 1977 : La Fortunette
- 1980 : Le Surmâle : André Marcueil
- 1982 : Ultimatum : Bruce Sandbom
- 1982 : Panurge : Panurge/Rabelais
- 1983 : U Catenacciu : le marchand de vin
- 1985 : Le Roi clos : le roi

## Théâtre
- 1963 : La Dame aux camélias : Armand Duval